# Giovanna Hoffmann
Giovanna Hoffmann, född den 20 september 1998 i Bremerhaven, är en tysk fotbollsspelare.

## Karriär
Giovanna Hoffmann inledde sin seniorkarriär i SV Werder Bremen år 2014. 2020 kontrakterades hon av SC Freiburg och 2024 värvades hon av RB Leipzig. Hon har även representerat det tyska damlandslaget där hon debuterade år 2024.